# Apoxitettix
Apoxitettix is een geslacht van rechtvleugeligen uit de familie veldsprinkhanen (Acrididae). De wetenschappelijke naam van dit geslacht is voor het eerst geldig gepubliceerd in 1984 door Descamps.

## Soorten
Het geslacht Apoxitettix  is monotypisch en omvat slechts de volgende soort:
- Apoxitettix salvadorae (Descamps, 1975)